# 7314 Pevsner
7314 Pevsner eller 2146 T-1 är en asteroid i huvudbältet som upptäcktes den 25 mars 1971 av den nederländsk-amerikanske astronomen Tom Gehrels och det nederländska astronomparet Ingrid van Houten-Groeneveld och Cornelis Johannes van Houten vid Palomarobservatoriet. Den är uppkallad efter den ryske målaren och skulptören Antoine Pevsner.
Asteroiden har en diameter på ungefär 11 kilometer och den tillhör asteroidgruppen Themis.